# Luís I da Holanda
Luís Napoleão Bonaparte (em italiano: Luigi Napoleone Buonaparte; Ajaccio, 2 de setembro de 1778 – Livorno, 25 de julho de 1846) foi um príncipe francês e Rei da Holanda de 1806 a 1810. Era um dos irmãos de Napoleão Bonaparte e foi o pai de Napoleão III.

## Origem e vida

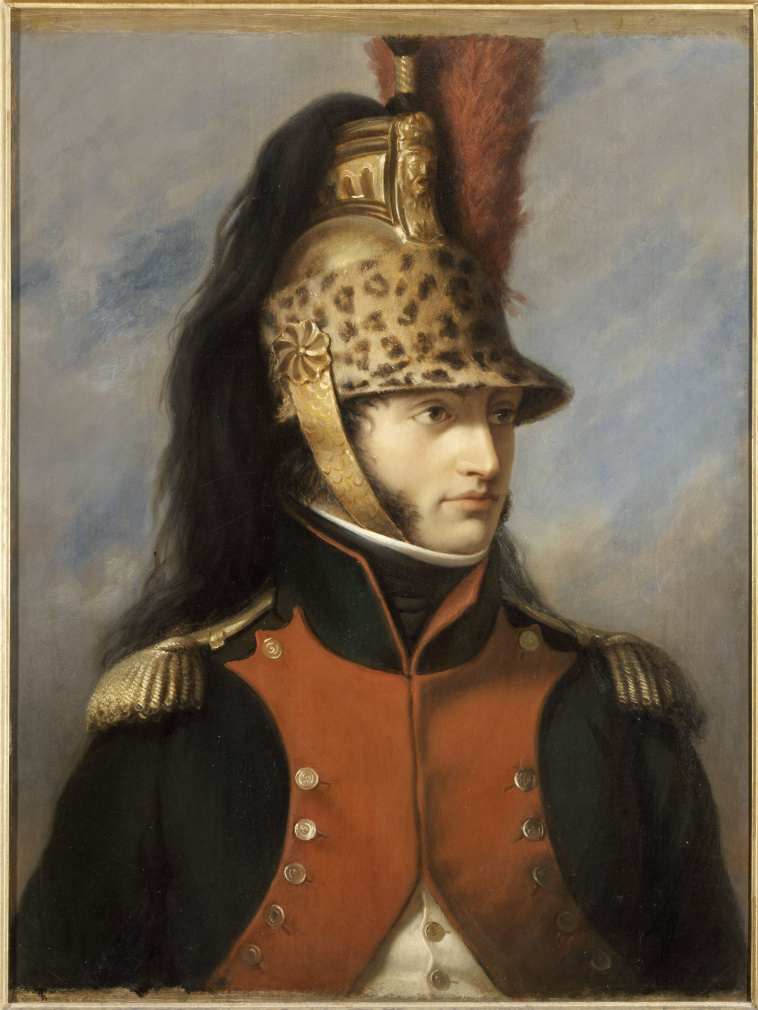
Luís Bonaparte em uniforme de coronel

Luís nasceu como Luigi Buonaparte em Ajaccio, na Córsega. Foi a quinta criança e o quarto filho de Carlo Buonaparte e Letizia Ramolino, sendo irmão mais novo de José Bonaparte, de Napoleão Bonaparte, de Lucien Bonaparte e de Elisa Bonaparte, e irmão mais velho de Paulina Bonaparte, de Carolina Bonaparte e de Jérôme Bonaparte.
Batizado com o nome latino Ludovicus (Luís / Lodewijk), a família o chamava geralmente de Luigi, especialmente por sua mãe Letizia di Buonaparte ele permaneceu o “pequeno Luigi” ao longo de sua vida.
O começo da sua carreira foi passado no exército e ele serviu juntamente com Napoleão no Egipto. Graças a Napoleão, era um general já aos 25 anos de idade, apesar de ele próprio pensar que tinha chegado a um posto demasiado alto em tão pouco tempo.
Depois do seu regresso à França, esteve envolvido no plano de Napoleão para derrubar o Directório. Depois de se tornar primeiro cônsul, Napoleão arranjou um casamento entre Luís e Hortênsia de Beauharnais, a filha da Imperatriz Josefina e enteada de Napoleão. Hortênsia, que se opunha ao casamento, foi persuadida pela mãe a casar com Luís pelo bem da família.

## Rei da Holanda

Mapa do Reino da Holanda (1807)

Napoleão o elegeu rei da Holanda no dia 5 de Junho de 1806. Apesar do seu irmão ter prentendido que ele fosse pouco mais do que um governador francês, Luís levou os seus deveres como rei a sério, chamando-se a si próprio de Koning Lodewijk I (adoptando a versão Holandesa do seu nome), tentando aprender a Língua Holandesa, tentado ser um governante independente e responsável. Diz-se que quando chegou à Holanda pela primeira vez, disse ao povo que era o Konijn van 'Olland ("Coelho da 'Olanda"), em vez de "Koning van Holland" ("Rei da Holanda"), porque o seu Holandês não era perfeito. Contudo, as suas tentativas de falar a língua ganhou-lhe algum respeito dos seus súbditos.
Durante a sua estadia na Holanda, declarou-se holandês e renunciou à sua cidadania francesa. Também forçou a sua corte e ministros (quase todos providos por Napoleão) a falar apenas Holandês e a renunciarem à cidadania francesa deles. Isto era demasiado para a sua esposa Hortênsia que, na França na altura das ordens dele, recusou obedecer.
Luís nunca se conseguia decidir na capital da Holanda. Ele mudou a capital mais de uma dúzia de vezes, tentando Amesterdão, a Haia, Roterdão  e outro lugares. Numa ocasião, após visitar a casa de um mercador rico holandês, gostou tanto do lugar que expulsou o mercador para poder ele lá viver; mudou-se de novo depois de sete semanas. As suas mudanças constantes mantinham a corte em tumulto, visto que eles tinham que o seguir para todo o lado. O Corpo diplomático Europeu teve que lhe pedir que ele ficasse num só lugar para poderem saber onde ele estava.
Hortênsia deu à luz o filho de Luís enquanto ele estava na Holanda. Em 1806, ele pediu que o rapaz lhe fosse enviado, mas foi mais uma vez recusado por Hortênsia, que acreditava que o seu filho nunca mais lhe fosse devolvido. Quando Luís pediu ajuda a Napoleão, este tomou o lado de Hortênsia. Napoleão manteve o rapaz na sua própria corte e até o nomeou herdeiro do trono francês até ao nascimento do seu próprio filho.
Duas tragédias aconteceram durante o seu reinado: a explosão de um navio cheio de pólvora no coração da cidade de Leiden em 1807, e uma grande inundação em 1809. Em ambas as ocasiões, Luís dirigiu pessoalmente e efectivamente os esforços locais de socorro, acção essa que lhe ganhou o cognome de "Luís, o Bom".
O seu reinado dos Países Baixos foi curto, no entanto, devido a dois fatores. O primeiro era que Napoleão queria reduzir o valor dos empréstimos franceses para os investidores holandeses por dois terços, o que era um sério golpe económico. O segundo era o que foi usado como pretexto para a ordem de abdicação dada por Napoleão. Quando Napoleão estava a preparar um exército para a campanha contra a Rússia, ele queria tropas da região inteira sob o controlo dele, os países aliados da fronteira. Isto incluía tropas dos Países Baixos. Luís, confrontado com a ordem do irmão, recusou. Napoleão então acusou Luís de pôr os interesses holandeses acima dos de França e removeu a maioria das tropas francesas na Holanda para a futura guerra no leste, deixando apenas 9.000 soldados de guarnição no país. Infelizmente para Luís, os ingleses chegaram com um exército de 40.000 em 1808 numa tentativa de capturar Antuérpia e Vlissingen. Com Luís incapaz de defender o seu reino, a França enviou 80.000 homens de milícia e repeliu a invasão. Napoleão sugeriu então que Luís deveria abdicar, usando a incapacidade de Luís em proteger a Holanda como uma razão. Luís recusou. Napoleão finalmente removeu Luís do trono holandês à força  e anexou o Reino da Holanda inteiro no dia 1º de julho de 1810.

### Regresso a França
Luís Bonaparte também foi Conde de Saint-Leu. Ele foi eleito Condestável da França em 1808, um título puramente honorário.
Depois do seu reino lhe ter sido tomado, Luís permaneceu na Holanda por quase três anos e virou-se para a escrita e poesia. Luís escreveu a Napoleão depois da derrota deste último na Rússia para pedir que o trono holandês lhe fosse devolvido; previsivelmente, Napoleão recusou. Luís finalmente voltou para a França, em 1813, e lá ficou até ao resto dos seus dias.
Mais tarde, após Napoleão ter sido derrubado do trono francês, ele pediu para o novo rei da Holanda, Guilherme I, permitir que ele visitasse seu antigo reino, mas foi recusado. O sucessor dele, o rei Guilherme II, contudo, permitiu uma visita a Holanda em 1840. Luís viajou sob um nome falso mas muitas pessoas descobriram que seu antigo rei estava visitando e multidões se aglomeraram ao redor do seu hotel para saudá-lo. É dito que Luís ficou tocado com o gesto de amor dos seus antigos súditos.
Depois da morte do seu irmão mais velho, José, em 1844, Luís foi visto por bonapartistas como o imperador dos franceses por direito, apesar dele tomar pouca iniciativa para avançar nesse sentido. O seu filho e herdeiro, o futuro Napoleão III, por outro lado, estava, na altura, preso em França, por ter tentado fazer um golpe de estado bonapartista.
Luís morreu no dia 25 de julho de 1846 e está enterrado em Saint-Leu-la-Forêt, Île-de-France.

## Casamento e crianças

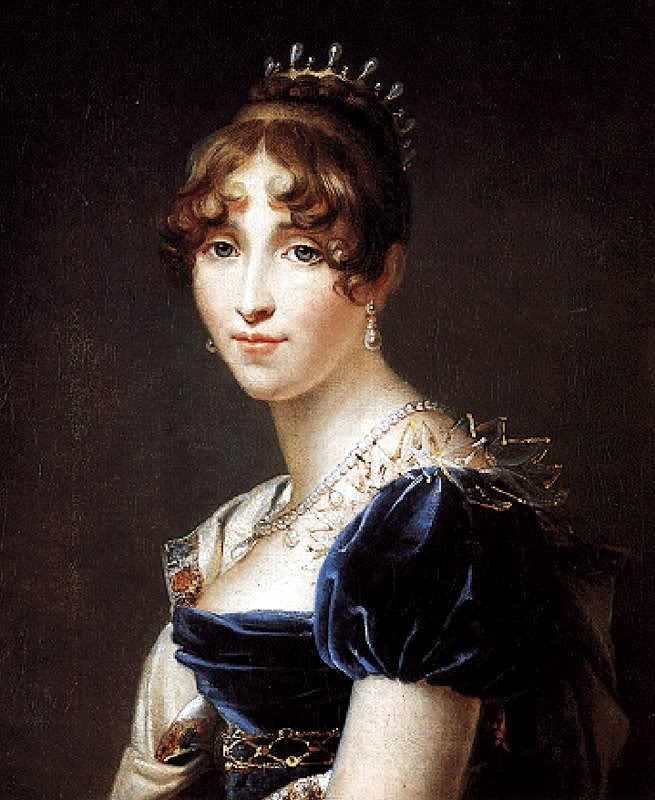
Hortênsia de Beauharnais, esposa do rei Luís I

Luís casou no dia 4 de Janeiro de 1802 com Hortênsia de Beauharnais, filha do falecido general Alexandre de Beauharnais e da sua esposa Josefine Tascher de la Pagerie. Josefina foi a primeira mulher do irmão de Luís, Napoleão. Dessa forma, Hortênsia era sobrinha por afinidade de Luís.
O casamento tinha sido forçado e era sem amor. Como regra geral, os Bonapartes, com a excepção de Napoleão, desprezavam os Beauharnais. Luís até tinha dúvidas sobre a legitimidade dos seus filhos.
Luís Napoleão Bonaparte e Hortênsia de Beauharnais tiveram três filhos:
1. Napoleão Carlos Bonaparte, nascido a 10 de novembro de 1802, Príncípe Real da Holanda. Quando ele morreu no dia 5 de maio de 1807 aos 4 anos e meio de idade, o seu corpo jazia na catedral de Notre Dame em Paris. Está enterrado em Saint-Leu-La-Foret, Ile-de-France.
2. Napoleão Luís Bonaparte, nascido no dia 11 de outubro de 1804. Tornou-se Príncipe Real da Holanda quando o seu irmão morreu, e foi Rei Luis II por uma semana entre a abdicação do seu pai e a queda da Holanda quando o exército de Napoleão invadiu o país. Morreu a 17 de março de 1831, e está enterrado em Saint-Leu-La-Foret, Île-de-France.
3. Carlos Luís Napoleão Bonaparte, (1808 - 1873). Nascido em Paris, foi o terceiro e último filho, e tornou-se Napoleão III da França (1852-1870).

Luís também foi pai de um filho ilegítimo, François de Castelvecchio (26 de abril de 1826 - 29 de maio de 1869). Ele nasceu em Roma e morreu em Rennes.